# Cueva de Achbinico
La Cueva de Achbinico o de San Blas es un santuario católico ubicado en el término municipal de Candelaria, en la isla de Tenerife —Canarias, España—.
Posee una gran significación histórica e importancia arqueológica por ser el lugar donde los guanches, primeros pobladores de Tenerife, veneraron a la imagen de la virgen de Candelaria antes de la conquista europea, así como por ser el primer templo cristiano del valle de Güímar tras la incorporación definitiva de la isla a la Corona de Castilla a finales del siglo xv.
La cueva-ermita se encuentra incluida desde 2005 en el entorno de protección del Bien de Interés Cultural del Santuario de Candelaria.

## Descripción

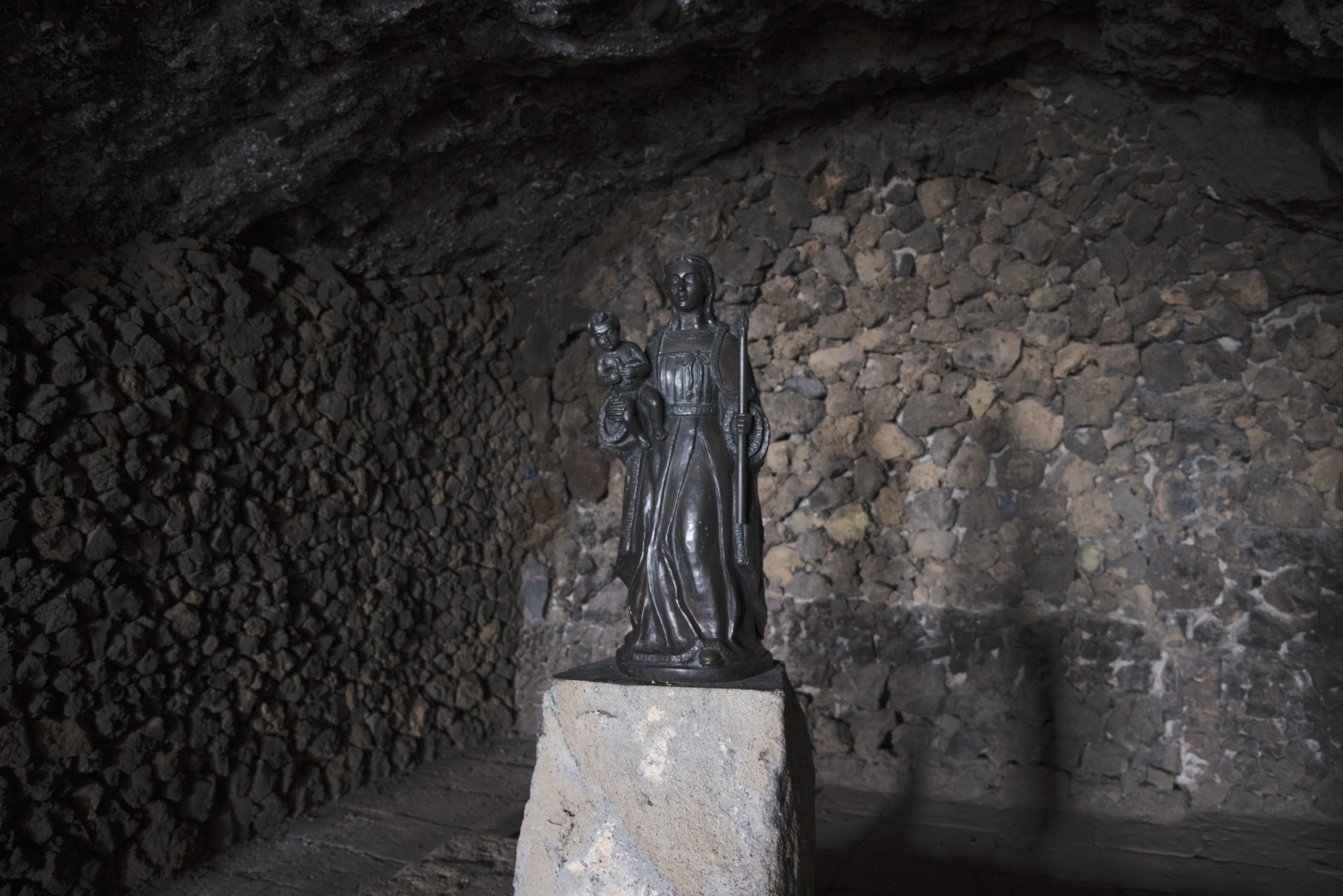
Réplica de la primitiva imagen de la virgen de Candelaria en el interior de la cueva.

Este santuario se encuentra al final del paseo de San Blas, en la trasera de la Basílica de Candelaria y bajo el acantilado costero de La Magdalena. La cueva, que queda oculta por hallarse adosado a la misma un edificio de mampostería, es alargada y profunda, estando orientada al este. Sus medidas son de 14 metros de largo por 6 de ancho, y de entre 3 y 6 metros de altura.
La edificación anexa, de arquitectura tradicional canaria sencilla, es de planta cuadrangular y de unos diez metros de altura, con tejado a cuatro aguas de teja árabe. El techo interior es de madera con artesonado de forma octogonal. La portada está formada por arcos de medio punto de cantería, existiendo dos entradas orientadas una al este y la otra al norte. A ambos lados de las puertas se encuentran dos ventanales.
En el interior de la ermita se halla una pequeña talla en madera de san Blas de Sebaste, ubicada en una hornacina adosada a la pared. En el altar mayor fue colocada en el año 2000 sobre un pedestal una réplica en bronce de la imagen original de la virgen de Candelaria realizada por el güimarero Ángel Bermúdez, y que fue bendecida por el obispo Felipe Fernández García el 13 de agosto de dicho año.

## Historia
La cueva y el entorno próximo eran utilizados desde época aborigen, cuya llegada a la isla ha podido datarse en torno al siglo vi a. C. Según Fray Alonso de Espinosa, la cueva, que quedaba enmarcada en la demarcación territorial de Güímar, era utilizada por los guanches como lugar para el ordeño del ganado y era denominada en lengua aborigen Achbinico, que algunos autores traducen como 'el lugar del trasquilo' o 'he aquí el derrame'.
Las excavaciones arqueológicas realizadas han confirmado que el lugar era un asentamiento guanche, probablemente de carácter estacional, habiéndose encontrado elementos de la vida doméstica guanche tales como fragmentos de cerámica, industria lítica o restos alimenticios. Entre los hallazgos destaca el de un gran área de combustión en el interior de la cueva de Achbinico. Este espacio singular, localizado en el lateral derecho de la cueva en una posición destacada al encontrarse en el lugar más elevado de la misma, estaba constituido por diversos hogares planos con diámetros en torno a los 45 cm y que abarcaba una superficie de 5 m². Aquí se mantenían encendidas fuegos encendidos simultáneamente, siendo visibles desde el exterior. Entre los restos recuperados en estos hogares se han encontrado huesos de ovicápridos. Estos descubrimientos han hecho plantear la hipótesis de que la cueva era ya un lugar de culto aborigen antes de que estos depositaran en ella a la imagen de la virgen de Candelaria.
En cuanto a este hecho, la tradición histórica encarnada en los textos de Fray Alonso de Espinosa cuenta que los guanches trasladaron la imagen de la Virgen desde la cueva de Chinguaro, donde había permanecido «más de treinta o cuarenta años», a la de Achbinico por mediación de Antón Guanche, quien les reveló la verdadera identidad de la talla. Por esta época —mediados del siglo xv— se establece además un eremitorio misional a cargo de varios frailes franciscanos, presumiendo los historiadores que se localizaba en la referida cueva o sus proximidades.
A partir de este momento la cueva de Achbinico se convierte en lugar de culto de la imagen, llegando gente de toda la isla para venerarla mediante «fiestas y regocijos, danzas, bailes, pruebas y saltos de mucha ligereza, carreras, luchas, tirar la lanza y otros loables ejercicios», así como grandes banquetes, quedando establecido que estas celebraciones se llevasen a cabo periódicamente. Se intensifica así un proceso de aculturación y sincretismo que se había iniciado con la «aparición» de la imagen de la Virgen.

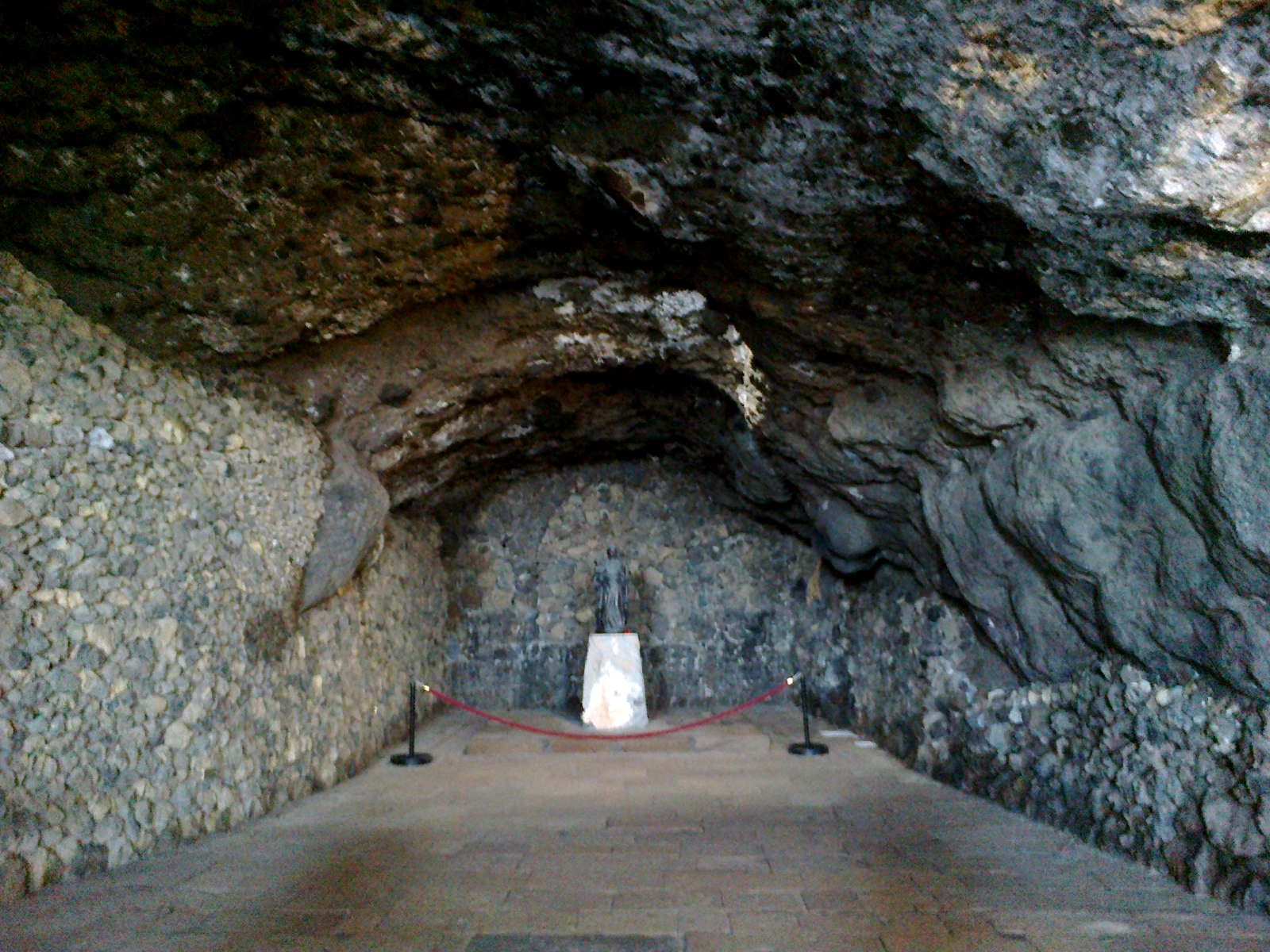
Interior de la cueva de Achbinico.

Según el historiador Juan Núñez de la Peña, el 2 de febrero de 1497, ya conquistada la isla por los castellanos, el nuevo gobernador Alonso Fernández de Lugo celebró en esta cueva la primera fiesta de las Candelas o de la Purificación de la Virgen, siendo sacada la imagen en procesión por los reyes guanches vencidos.
En 1526 se traslada la imagen de la Virgen desde la cueva a su nuevo santuario, localizado en el lugar donde posteriormente se construirá la basílica. La cueva quedó entonces bajo la advocación de san Blas, manteniéndose de esta manera su uso como capilla y conservando la tradición de cultos en febrero, ya que el día 3 se celebra la festividad del santo. A partir de este momento comienza a denominarse el lugar como Cueva de San Blas.
En 1543 los frailes dominicos ceden la cueva para que la Diócesis estableciera en ella la parroquia de la comarca de Güímar, creada diez años antes y que había causado conflictos entre los frailes y el clero secular al haber sido establecida primeramente en el santuario de la Virgen. Finalmente la parroquia se traslada de San Blas a la nueva iglesia de Santa Ana en 1580, quedando la cueva de nuevo en poder de los dominicos. Durante este período como sede parroquial, la cueva fue utilizada como lugar de sepultura para los vecinos de los pueblos de la comarca de Güímar —modernos municipios de Candelaria, Güímar, Arafo y Fasnia—.
La ermita anexa fue construida en 1790 por los frailes dominicos por la necesidad de acondicionar el espacio para el culto, ya que se había vuelto a trasladar la imagen de la Virgen a la cueva por la destrucción el 15 de febrero de 1789 del santuario a causa de un incendio. La cueva-ermita pasó a ser reconocida como la iglesia del Real Convento de María Santísima de Candelaria, habilitando los dominicos también nuevas sepulturas en la ermita. El 1 de febrero de 1803 termina el uso de la cueva de San Blas como santuario mariano, ya que la imagen de la Virgen fue trasladada a la capilla del recién reconstruido convento dominico.
En 1962 se llevaron a cabo obras de reacondicionamiento de la ermita, realizándose otras de restauración a finales de la década de 1990.

## Conjunto arqueológico de Achbinico
La cueva forma parte del conocido como conjunto arqueológico de Achbinico, que abarca el espacio comprendido entre la desembocadura del barranco de la Tapia y los riscos próximos a la propia Basílica. El conjunto está formado además de por la propia cueva de San Blas, por la de los Camellos y otras cavidades, así como por varias estaciones de grabados rupestres.
El conjunto es Bien de Interés Cultural en la categoría de Zona Arqueológica por ministerio de la ley en base al artículo 62 de la Ley de Patrimonio Histórico de Canarias.